# Maria Francesca Bentivoglio
Maria Francesca Bentivoglio (Faenza, 27 gennaio 1977) è un'ex tennista italiana.

## Carriera
Da juniores partecipa al primo torneo dello Slam agli US Open 1992, a 15 anni, e dopo aver superato nel primo turno Lisa Pugliese viene eliminata nel secondo match da Anne Mall. Si ripresenta l'anno successivo e grazie a sei vittorie consecutive perdendo un solo set, nei quarti di finale contro Sonya Jeyaseelan, conquista il titolo sconfiggendo in finale Yuka Yoshida per 7-6, 6-4.
Nel circuito senior uno dei migliori risultati l'ha ottenuto a Roma nel 1993, dove ottiene una wild card per il torneo di qualificazione dato che, con la sua posizione in classifica (329º), non avrebbe potuto accedervi: nei due match sconfigge Karina Habšudová e Tina Križan, entrambe con una classifica migliore, e accede al tabellone principale. Al primo turno elimina Manon Bollegraf; nel turno successivo affronta la numero 9 al mondo, Jana Novotná, e la supera in due set. Nel terzo turno supera anche Nataša Zvereva, in un match conclusosi a mezzanotte e durato più di tre ore. Nei quarti di finale, a causa anche della stanchezza accumulata da 5 giorni consecutivi in campo, si arrende a Gabriela Sabatini, numero 5 al mondo, con un netto 6-1, 6-1.
Pochi mesi dopo partecipa agli Internazionali di Tennis di San Marino 1993 dove raggiunge nuovamente i quarti di finale, questa volta viene eliminata da Barbara Rittner per 6-4, 6-3. Da senior partecipa a soli due tornei dello Slam, gli US Open 1993 (dove vince il singolare ragazze) ma viene eliminata al primo turno da Dominique Monami, e il Roland Garros 1994 dove viene eliminata al secondo turno per mano di Mary Pierce.
Gioca un match anche nella Fed Cup, nel luglio 1993 affronta Helena Suková ma ne esce sconfitta per 6-4, 6-2. Dopo il Roland Garros 1994 si ritira ufficialmente dal tennis, a soli 17 anni e con un best ranking fissato al 73º posto nell'agosto dell'anno precedente, per concentrarsi sugli studi universitari. La Fit le assegna la qualifica di Maestra Nazionale ad honorem.